# Backbone (album, Status Quo)
Backbone je třiatřicáté studiové album anglické rockové skupiny Status Quo, které vyšlo 6. září 2019 a na trh jej uvedla společnost earMUSIC. Jedná se o první album kapely po téměř třech letech a první od roku 2013, kdy vyšla deska Bula Quo!, obsahující nové rockové písně. Zároveň je vůbec prvním albem v historii kapely, na němž se nepodílel v roce 2016 zesnulý kytarista Rick Parfitt, jehož nahradil Richie Malone, pro kterého je to naopak první album, na němž se podílel. Deska byla nahrána ve studiu zpěváka Francise Rossiho koncem roku 2018 a počátkem roku 2019. Jako první písně z alba byly během letního tour 2019 představeny a živě zahrány „Cut Me Some Slack" a „Liberty Lane". V červenci 2019 vyšel k albu první singl s videem k titulní skladbě „Backbone“. V srpnu následoval další singl „Liberty Lane“.
Album se dostalo na 6. místo britské hitparády, což je nejlepší umístění alba Status Quo s novým materiálem od roku 1982. V reakci na to kapela oznámila turné na rok 2020.
Album je věnováno vzpomínce na Ricka Parfitta OBE (1948 - 2016).

## Seznam skladeb
1. Waiting for a Woman (Francis Rossi/Bob Young)
2. Cut Me Some Slack (Rossi/John Edwards)
3. Liberty Lane (Rossi/Edwards)
4. I See You’re in Some Trouble (Rossi/Young)
5. Backing Off (Rossi/Andrew Bown)
6. I Wanna Run Away with You (Rossi/Young)
7. Backbone (Rossi/Edwards)
8. Better Take Care (John David)
9. Falling Off the World (Leon Cave)
10. Get Out of My Head (Richie Malone)
11. Running Out of Time (Rossi/Bown)
12. Crazy Crazy* (Rossi/Bown)
13. Face the Music* (Malone)

* pouze na Deluxe Edition

## Obsazení
- Francis Rossi - kytara, zpěv
- Andy Bown - kytara, klávesy, zpěv
- John „Rhino“ Edwards - baskytara, zpěv
- Leon Cave - bicí, kytara, zpěv
- Richie Malone - kytara, zpěv